# Roman Rynkiewicz
Roman Rynkiewicz (17 novembre 1981) est un céiste polonais pratiquant la course en ligne.

## Palmarès

### Championnats du monde de canoë-kayak course en ligne
- 2002 à Séville,  Espagne
  -  Médaille d'or en C-4 1000 m

- 2003 à Gainesville,  États-Unis
  -  Médaille de bronze en C-4 1000 m

- 2010 à Poznań,  Pologne
  -  Médaille de bronze en C-1 relais 4 × 200 m

### Championnats d'Europe de canoë-kayak course en ligne
- 2009 à Brandebourg  Allemagne
  -  Médaille d'argent en C-2 500 m